# Мегді Бурабія
Мегді Бурабія (фр. Mehdi Bourabia, араб. مهدي بورابيا, нар. 7 серпня 1991, Діжон) — французький і марокканський футболіст, півзахисник італійського «Фрозіноне». Грав у складі національної збірної Марокко.

## Клубна кар'єра
Народився 7 серпня 1991 року в Діжоні. Вихованець футбольної школи місцевого однойменного клубу.
У дорослому футболі дебютував 2009 року виступами за «Гренобль», в якому провів півтора сезони, взявши участь в 11 матчах чемпіонату.
Згодом протягом 2011—2103 років залишався поза футболом через проблеми зі здоров'ям. Влітку 2013 року тренер Руді Гарсія, який знав Бурабію у період своєї роботи в «Діжоні», дозволив йому відновлювати форму з другою командою «Лілля», клубу в якому очолював основну команду.
На початку 2015 року знайшов варіант відновити професійну футбольну кар'єру в Болгарії, де приєднався до пловдивського «Локомотива». Згодом за півроку став гравцем клубу «Черно море», а ще через шість місяців уклав контракт з одним з лідерів місцевого футболу, клубом «Левскі».
У липні 2017 року за 550 тисяч євро перейшов до турецького «Коньяспора», де протягом сезону був стабільним гравцем основного складу.
17 липня 2018 року відбувся перехід півзахисника до італійського «Сассуоло», якому трансфер обійшовся вже у понад 2 мільйони євро. Спочатку був стабільним гравцем основного складу італійської команди, згодом його ігровий час почав зменшуватися.
30 серпня 2021 року був відданий в оренду до «Спеції», яка згодом викупила його контракт. Загалом у цій команді провів два сезони. За результатами сезону 2022/23 команда втратила місце в Серії A, проте Бурабія продовжив виступи в елітному дивізіоні, перейшовши до «Фрозіноне», команди, що навпаки підвищилася із Серії B.

## Виступи за збірні
Маючи марокканське походження, прийняв пропозицію на рівні збірних захищати кольори своєї історичної батьківщини і восени 2018 року дебютував в офіційних матчах за національну збірну Марокко.
У складі збірної був учасником Кубка африканських націй 2019 року в Єгипті, в рамках якого взяв участь в одній грі.
| Дата       | Місто     | Господарі         | Результат | Гості     | Турнір                                   | Голи | Примітки |
| ---------- | --------- | ----------------- | --------- | --------- | ---------------------------------------- | ---- | -------- |
| 16-10-2018 | Міцаміулі | Коморські Острови | 2 – 2     | Марокко   | Відбір до Кубка африканських націй 2019  | -    | 90'      |
| 22-3-2019  | Блантайр  | Малаві            | 0 – 0     | Марокко   | Відбір до Кубка африканських націй 2019  | -    |          |
| 26-3-2019  | Танжер    | Марокко           | 0 – 1     | Аргентина | товариський матч                         | -    | 87'      |
| 12-6-2019  | Марракеш  | Марокко           | 0 – 1     | Гамбія    | товариський матч                         | -    | 46'      |
| 16-6-2019  | Марракеш  | Марокко           | 2 – 3     | Замбія    | товариський матч                         | -    | 90'      |
| 23-6-2019  | Каїр      | Марокко           | 1 – 0     | Намібія   | Кубок африканських націй 2019 - 1-й етап | -    | 58'      |
| 15-10-2019 | Танжер    | Марокко           | 2 – 3     | Габон     | товариський матч                         | -    | 74'      |
| Усього     |           | Матчів            | 7         |           | Голів                                    | 0    |          |

## Титули і досягнення
- Володар Суперкубка Болгарії (1):

«Черно море»: 2015
- Володар Суперкубка Туреччини (1):

«Коньяспор»: 2017